# Vincenzo Pritelli
Vincenzo Pritelli (Faenza, 1858 – 1932) è stato un architetto e ingegnere italiano.

## Biografia ed opere
Architetto eclettico, fu titolare della cattedra di disegno geometrico e costruttivo nella scuola comunale di disegno di Faenza e, dal 1906 al 1910, direttore della stessa. 
Opere realizzate a Faenza: 
- 1892: la tomba gentilizia dei conti Zucchini al cimitero monumentale di Faenza, con al centro la statua del profeta Ezechiele, opera dello scultore romano d'origine faentina Domenico Randi.
- 1898: la cappella che custodisce il corpo di San Pier Damiano nel Duomo di Faenza.
- 1907: il teatro per la filodrammatica Giuseppe Sarti commissionato dalla Società Cattolica Riunione Torricelli, di cui era il presidente il conte Carlo Zucchini.
- 1908: facciata di Casa Zucchini, in corso Baccarini 4, commissionata dal conte Carlo Zucchini, con ceramiche di Achille Calzi iuniore.

Sempre a Faenza realizzò una torre nella villa dei conti Rossi, detta villa San Prospero, agli inizi della strada di Castel Raniero, e un villino come sua casa nel viale della stazione.
Opere realizzate altrove:
- 1881: la chiesa arcipretale di Sant'Agata sul Santerno.
- 1899: la ricostruzione della chiesa di San Giovanni Evangelista a Granarolo (Faenza).
- 1930: la cappella della Madonna delle Grazie nella Pieve Collegiata a Mercatello sul Metauro.

Il Museo Torricelliano di Faenza conserva inoltre un modello di dirigibile progettato durante la prima guerra mondiale dal Pritelli.

## Galleria d'immagini

Chiesa parrocchiale di San Giovanni Evangelista a Granarolo
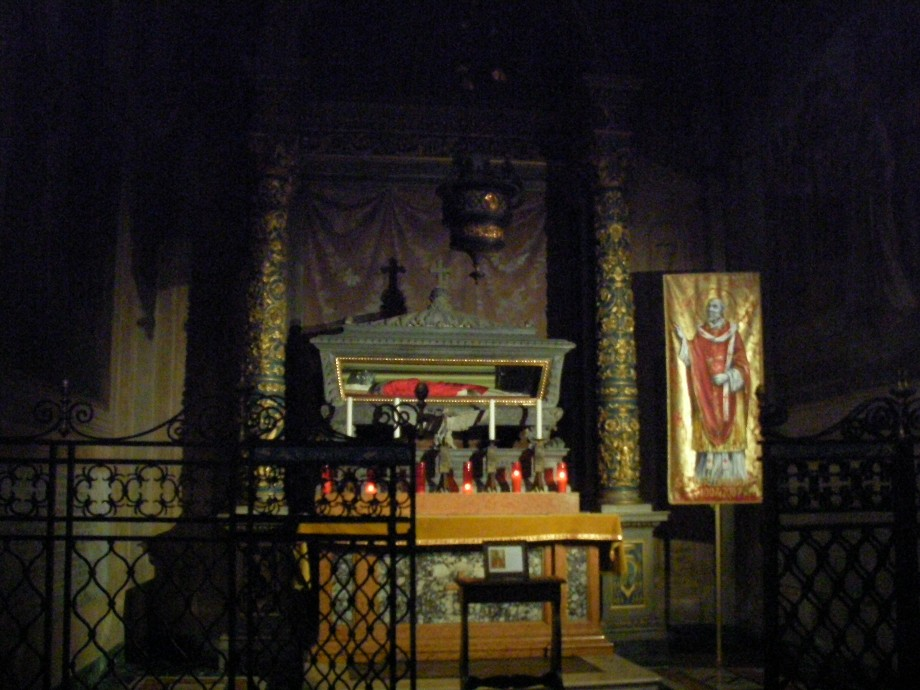
Cappella di San Pier Damiano nel Duomo di Faenza

## Scritti
- Vincenzo Pritelli Per il riordinamento e sistemazione della Scuola comunale di disegno e plastica per gli artigiani in Faenza: progetto di Statuto-Regolamento e programma didattico, Faenza, Tip. Novelli & Castellani, 1904.
- Vincenzo Pritelli Storia dell'arte antica e moderna, per gli alunni della scuola industriale: Vol. 1., Arte antica, Faenza, Tip. G. Montanari, amm. dall'Orfanotrofio maschi, 1909.